# Опошня
Опо́шня (укр. Опі́шня, местное название — укр. Опі́шне) — посёлок городского типа Опошнянского поселкового совета Зеньковского района Полтавской области Украины.

## Географическое положение
Посёлок городского типа Опошня находится на правом берегу реки Ворсклы,
История говорит, что это давний берег океана до смещения тектонических плит. Поэтому в данном месте богатое месторождения глины, подходящей для изготовления керамики. Выше по течению примыкает село Малые Будища,
ниже по течению примыкает село Миськи Млыны.
Примыкает к селу Поповка.
Через посёлок и рядом с ним проходят автомобильные дороги Н-12, Т-1701, Т-1706, Т-1710, Р-42.
| С-З | Лохвица ~ 130 км   | Сумы ~ 139 км  | Белгород ~ 201 км | С-В |
| З   | Миргород ~ 81 км   | Роза ветров    | Харьков ~ 146 км  | В   |
| Ю-З | Кременчуг ~ 157 км | Полтава ~44 км | Луганск ~ 471 км  | Ю-В |

## Название
Считается, что название происходит от «опока» — то есть названия осадочной микропористой породы (составленная из аморфного кремнезема с примесями глинистого вещества, скелетных частиц организмов (диатомей, радиолярий и спикул кремниевых губок), минеральных зерен (кварца, полевого шпата, глауконит). Именно на её основе в Опошне развился промысел, который составил славу поселка — гончарство. По другой версии название «Опошня» происходит от слова «спешиться» (укр. опішитися), то есть отдохнуть, почить, остановиться, сойти с коня, ведь городок был на перекрёстке торговых и транспортных путей.

## История
Поселение Опошня известно с XVII века, в XVIII веке здесь начали развиваться ткачество и гончарное дело, в конце XIX века получило известность как центр украинского народного искусства: керамики (посуда, игрушки, облицовочные плитки с крупнонарисованным стилизованным растительным узором) и ткачества (вышитые сорочки и скатерти).
Покровская церковь известна с 1731 года
Есть на карте 1800 года
В 1897 году Опошня являлась местечком Зеньковского уезда Полтавской губернии, в котором насчитывалось 6869 жителей и 1191 двор, здесь действовали 2 народных училища, женское училище, земская больница, богадельня, 26 торговых лавок и пять православных церквей, два раза в неделю проходили базары, четыре раза в году — ярмарки.
C весны 1923 года — административный центр Опошнянского района Полтавской губернии, вошедшего в 1932 году в образованную Харьковскую область Украинской Советской Социалистической Республики.
До 1962 года Опошня являлась районным центром.
В 1925 году Опошне был присвоен статус посёлок городского типа.
В 1929 году здесь возникла артель «Красный керамик» (в дальнейшем ставшая основой для создания завода художественной керамики).
Во время Великой Отечественной войны в 1941—1943 гг. село находилось под немецкой оккупацией.
После 1945 года присоеденина Морозовка
В 1974 году здесь действовали фабрика художественных изделий, завод художественной керамики, асфальтобетонный завод, кирпичный завод, сыродельный завод, инкубаторско-птицеводческая станция.
В 1981 году численность населения составляла 7 тысяч человек, здесь действовали завод художественной керамики, филиал производственно-художественного объединения «Полтавчанка», производственное отделение райсельхозтехники, две общеобразовательные школы, две больницы, поликлиника, Дом культуры, клуб и четыре библиотеки.
В январе 1989 года численность населения составляла 7114 человек.
В мае 1995 года Кабинет министров Украины утвердил решение о приватизации находившихся в посёлке завода художественной керамики.
По состоянию на 1 января 2013 года численность населения составляла 5483 человека.

## Экономика
Посёлок является центром газодобычи и переработки газа, в нём расположены:
- Опошнянская экспедиция глубокого бурения.
- Солоховский газовый промысел.
- Установка комплексной подготовки газа на Опошнянском нефтегазоконденсатном месторождении.
- Филиал Красноградского управления буровых работ.
- Опошнянский газовый участок.

## Объекты социальной сферы
- Государственный музей-заповедник украинского гончарства.
- Дом детского и юношеского творчества.
- Коллегиум искусств.

## Достопримечательности
- Николаевская церковь, (1730 год)[17].

## Известные люди
- Василь Вражливый (1904—1937) — украинский советский писатель.
- Грипич, Владимир Григорьевич (1923—2005) — украинский актёр, народный артист СССР (1979).
- Зараминских, Татьяна Григорьевна (род. 1921) — Герой Социалистического Труда.
- Майстренко, Иван Васильевич (1899—1984) — украинский общественно-политический деятель.
- Селюченко Александра Федоровна (1921—1987) — украинская керамистка, народная мастерица.
- Скрипник, Дмитрий Андреевич — Герой Социалистического Труда.
- Трипольская Елизавета Романовна (1883—1958) — украинский скульптор.
- Диденко, Анна Павловна (род. 1944) — украинская мастер гончарной игрушки, член Национального союза мастеров народного искусства Украины, заслуженный мастер народного творчества Украины, лауреат премии имени Даниила Щербакивского.